# Фаджоли, Франко
Франко Максимилиано Фаджоли (исп. Franco Maximiliano Fagioli; род. 4 мая 1981, Сан-Мигель-де-Тукуман, провинция Тукуман) — аргентинский певец, контратенор. Специализируется в оперном и камерном репертуаре эпохи барокко и бельканто, исполняет музыку композиторов XX века для контратенора. Обладает диапазоном голоса в три октавы, благодаря этому исполняет партии альта и сопраниста.

## Биография

### Музыкальное образование
Франко Фаджоли родился в северной части Аргентины в городе Сан-Мигель-де-Тукуман. В его семье не было профессиональных музыкантов, кроме бабушки, которая работала учительницей музыки в общеобразовательной школе. В семье любили слушать музыку, мать Франко хорошо пела. С 11 лет он учился в музыкальной школе по классу фортепиано, одновременно выступая в детском хоре.
Франко Фаджоли в интервью для радио «Орфей» утверждал, что впервые интерес к искусству пения проявился у него в одиннадцать лет, когда он, будучи хористом, получил предложение спеть сольную партию одного из трёх мальчиков в опере Вольфганга Амадея Моцарта «Волшебная флейта». Тем не менее, он планировал карьеру пианиста. Уже в 18 лет, работая пианистом-аккомпаниатором в созданном им хоре, он заинтересовался исполнением женской партии в кантате Джованни Баттиста Перголези «Stabat Mater» Джеймсом Боумэном, певшим мужским высоким голосом на случайно купленном Фаджоли CD, и принял решение обучаться вокалу.
Юношей Фаджоли обучался фортепиано в Высшем музыкальном институте Тукуманского национального университета в своём родном городе. Позже занимался в Высшем институте искусств Театра Колон в Буэнос-Айресе, где изучал как вокал (наставниками его стали американка Аннелиз Сковманд, которая до этого не имела опыта занятий с контратенорами, и баритон Рикардо Йост), так и сценическое мастерство (Фаджоли, в частности, познакомился с основами системы Станиславского). В интервью российскому телевидению певец говорил, что «исполняя партию в полноценной костюмированной постановке, он ассоциирует себя со своим персонажем, растворяется в нём». В 1997 году певец создал юношеский Хор имени святого Мартина де Порреса.
Первым опытом выступления певца на концертной сцене стала кантата Георга Фридриха Генделя «Dixit Dominus», а на оперной — в спектакле «Гензель и Гретель» Энгельберта Хумпердинка в Театре Колон (в возрасте 23 лет).
Музыкальные критики отмечали специфику формирования голоса у Франко Фаджоли. Во время подростковой мутации он продолжал петь высоким голосом, поэтому его голосовые связки сохранили гибкость и сделали возможной «серьёзную технику», а также органичность и естественность звучания, что обычно нехарактерно для контратеноров, которые развивают свои голоса после мутации из баритона. Фаджоли относит свою исполнительскую технику к итальянской школе бельканто, называя себя при этом «мужчиной, поющим „головным голосом“», соответствующим, по его мнению, регистру меццо-сопрано.

### Творческая деятельность

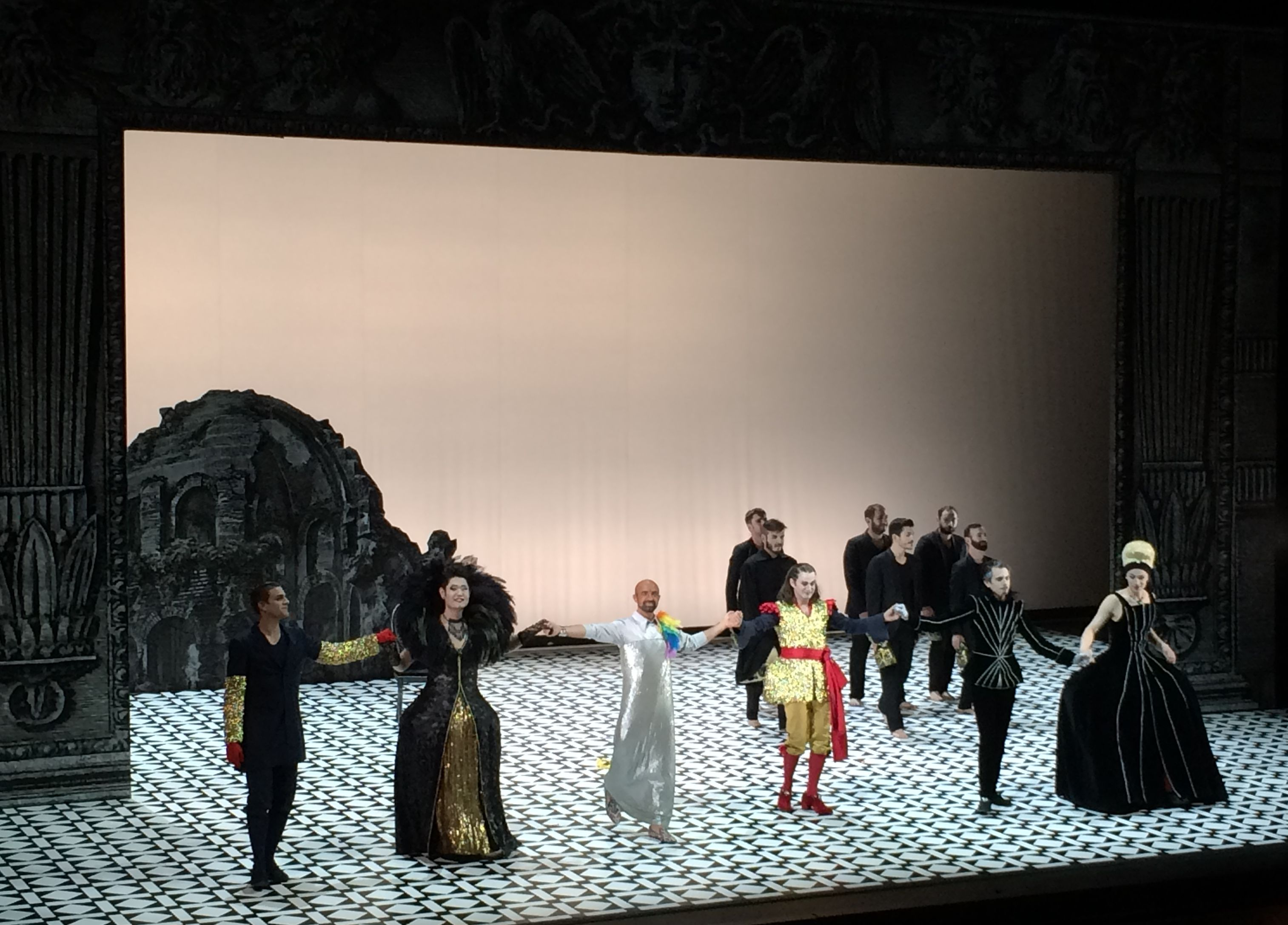
Выход на поклоны после постановки «Катон в Утике» (Королевская опера Версаля, 16 июня 2015 г.)

В 2003 году Фаджоли первым из контратеноров одержал победу на крупном международном вокальном конкурсе «Новые голоса», который проводится раз в два года фондом Bertelsmann. Вслед за этим к певцу пришла широкая известность. Вскоре начались его активные и успешные гастроли в Европе, странах Южной Америки, США, где он солировал в оперных постановках и давал камерные концерты.

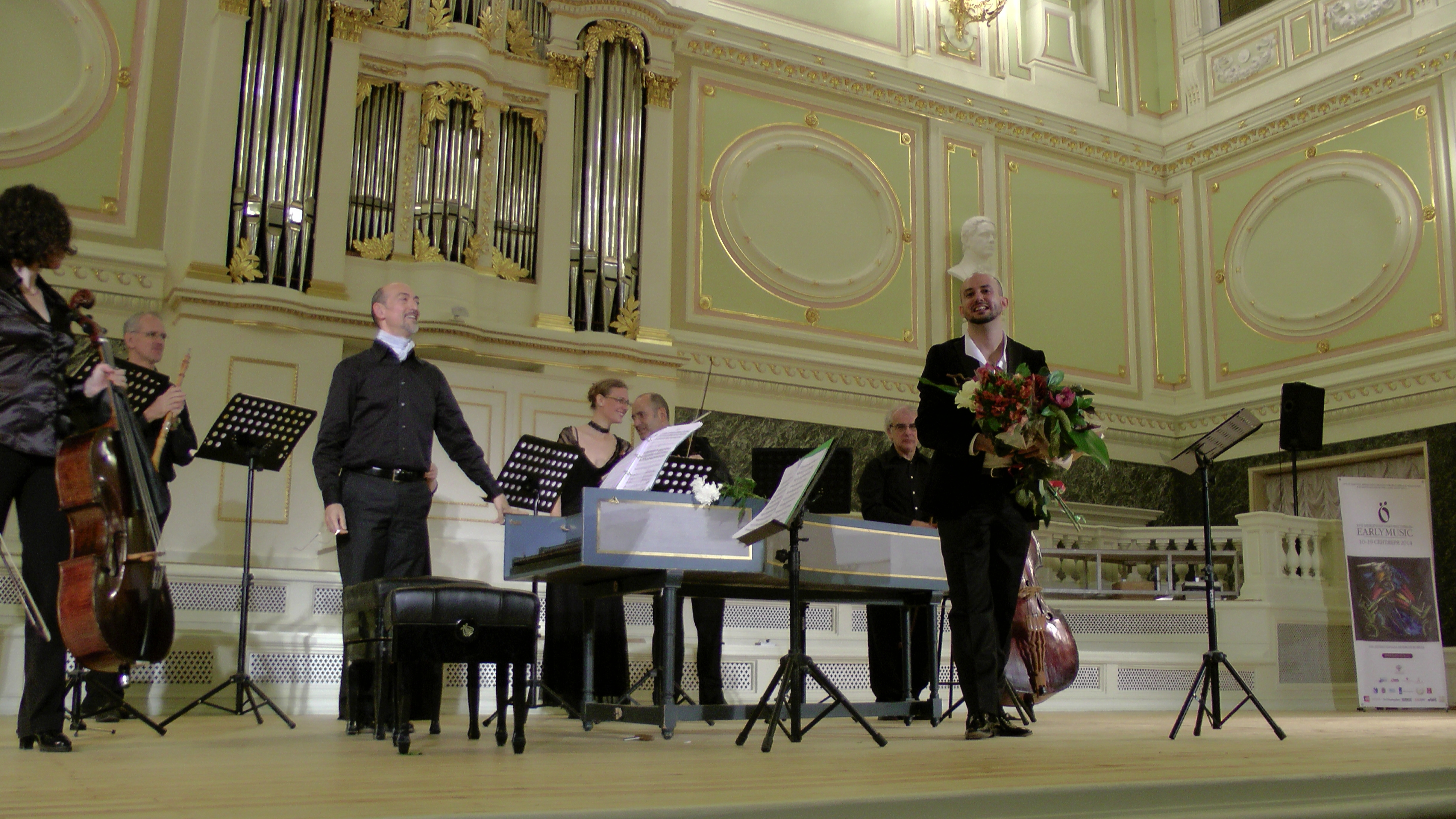
Франко Фаджоли и ансамбль старинной музыки Academia Montis Regalis, 2014.

Среди оперных партий Фаджоли — Оберон («Сон в летнюю ночь» Бенджамина Бриттена), Фредерик Гарсия Лорка («Айнадамар» О. Н. Голихова); однако основным для Франко Фаджоли стал репертуар эпохи барокко и раннего классицизма: среди его героев — заглавные партии в операх Кристофа Виллибальда Глюка, Клаудио Монтеверди, Антонио Вивальди, Франческо Кавалли, в операх и ораториях Георга Фридриха Генделя. Певец исполняет и записывает на диски репертуар кастратов XVIII века, при этом, поскольку он обладает диапазоном голоса в три октавы, ему подвластны как партии альта, так и предназначенные для сопраниста.
Франко Фаджоли выступает с известными в Европе ансамблями старинной музыки Academia Montis Regalis и Il Pomo d'Oro, среди его партнёров — такие дирижёры, как один из крупнейших представителей движения аутентичного исполнительства Николас Арнокур (певец говорит, что считает «величайшим опытом в своей творческой жизни» работу с ним), бельгийский певец и дирижёр Рене Якобс, французский дирижёр и фаготист Марк Минковски, итальянский дирижёр (в прошлом — художественный руководитель театра «Ла Скала») Риккардо Мути, французский клавесинист и дирижёр Кристоф Руссе.
Среди концертных и оперных залов, в которых выступал певец: Цюрихский оперный театр, Театр Карло Феличе (Генуя), Опера Чикаго, Театр Елисейских Полей (Париж), Королевская опера Версаля, Королевский театр Ковент-Гарден и Театр Карло Феличе (Лондон). В сентябре 2014 года Франко Фаджоли с успехом выступил в Санкт-Петербурге в рамках фестиваля Earlymusic с ариями из опер Никола Порпора в сопровождении ансамбля «Academia Montis Regalis» под управлением Алессандро де Марки. В феврале 2017 года контратенор выступил в Москве в Концертном зале имени П. И. Чайковского на IV независимом фестивале «Опера априори» в сопровождении оркестра Musica Viva (дирижёр Максим Емельянычев).
В 2013 году Франко Фаджоли выступил в партии Арбака в опере Леонардо Винчи «Артаксеркс», где стал партнёром четырёх других молодых контратеноров, среди которых были Филипп Жаруски и Валер Барна-Сабадус, в 2015 году принял участие в антрепризной постановке «Катона в Утике» — оперы-сериа Леонардо Винчи, где выступил в партии Цезаря. Российский музыкальный критик Алексей Парин писал об исполнении певцом партии в одной из опер Леонардо Винчи:

«Голос ослепительной красоты, скорее „серебряный“, чем „золотой“, в нём больше сонного блеска, чем тёплого солнечного тепла, но к слову „серебряный“ надо, наверное, прибавить слово „ртутный“, потому что блеск слишком живой, переливающийся, меняющийся. Голос без характерных для большинства контратеноров „подзвучек“, искусственностей, без вокальной „химии“, похожий на женский. Он разливается сияющим потоком, как будто его не держат берега. Все украшения пропеваются, если надо, в захватывающем темпе, а если требуется, в медленной церемонности. Кантилены оглушают нас, заставляют напрячься всей душой, потому что эстетическое чувство особенно жадно ловит своё блаженство»— Алексей Парин. Новое пение
Музыкальный критик газеты «Коммерсантъ» Сергей Ходнев отмечал, что у певца «безразмерное дыхание, играючи спетые многостраничные колоратуры, уверенно-аристократичная кантилена и абсолютно ровное округлое звучание по всему диапазону (что было тем более заметно, когда в каденциях певец откуда-нибудь с ля второй октавы нырял в баритональные низы). Вдобавок, если совсем попросту, это очень красивый голос, в котором, несмотря на половодье сопрановых фиоритур, как-то нет ничего жалобно-андрогинного».

## Личная жизнь и круг интересов
Певец не женат, своей семьёй называет многочисленных друзей. Пение он считает главной страстью своей жизни. Франко Фаджоли постоянно проживает в Мадриде в Испании, где живут его родственники по материнской линии. Себя он относит «к всеядным меломанам», утверждая, что выбор музыки для прослушивания у него «зависит от настроения и от того, кто рядом находится».
Барочную оперу Франко Фаджоли воспринимает как своего рода иллюзию, утверждая, что мы в настоящее время не знаем, как она исполнялась на самом деле. По его словам, «иллюзия эта хороша тем, что требует от зрителей большой игры воображения». С наибольшим интересом он исполняет партии в операх Джоаккино Россини, любовь к творчеству которого испытывает со времён обучения в вузе.

## Награды
- В 2001 году — первый приз на национальном конкурсе Федерального Инвестиционного совета Аргентины[2].
- В 2003 году — диплом первой степени на международном вокальном конкурсе «Новые голоса» фонда Bertelsmann[2].
- В 2009 году — Приз фонда KONEX[исп.] (Аргентина)[8].
- В 2010 году — «Премия Франко Аббьяти» — престижная итальянская награда вокалисту года[16][8].